# Instruction obligatoire
 (mai 2012).

Carte du nombre d'années d'instruction obligatoire chez les enfants par pays du monde en 2023.Légende:
>12
10–12
7–9
<7
Pas de données

L’instruction obligatoire est l'obligation faite aux parents de faire instruire leurs enfants. Elle ne se confond pas toujours avec l'obligation pour les enfants d'aller à l'école. Dans de nombreux pays, dont la France, les parents conservent la faculté de confier leurs enfants à un précepteur ou de les instruire eux-mêmes dans le cadre de l'école à la maison.

## En Belgique
La Belgique met un point d’honneur à protéger les enfants et porte une attention particulière au souci de leur éducation au sein des établissements scolaires. L’enfant a le droit à une instruction correcte. Il s'agit d'un de ses droits fondamentaux, que sa situation soit régulière ou irrégulière il doit être scolarisé. Ce droit est consacré de manière nationale au travers de la Constitution belge, et est porté au-delà des frontières dans la Convention relative aux droits de l'enfant ou la Convention internationale de la sauvegarde des Droits de l’Homme et des libertés fondamentales.

### Chronologie
Dès la deuxième moitié du XIXe siècle, l’intérêt d’un enseignement concret pour les enfants s’intensifie mais pose également un problème d’opinion publique opposant les cléricaux aux anticléricaux. De 1842 à 1895, quatre lois vont tenter de résoudre ce problème de religion sans véritablement y parvenir. Ce n’est qu’en 1914 qu’une loi met fin à cette guerre de l’enseignement, que se livraient les cléricaux et les anticléricaux, en instaurant un enseignement obligatoire et gratuit pour chacun des enfants. Les deux parties vont y trouver leur compte étant donné qu’un financement est organisé pour les établissements libres ainsi que pour les établissements officiels.

#### Avant 1914
Dès 1842, quatre lois vont se succéder afin de tenter de trouver une solution à l’enseignement scolaire des enfants. La loi Nothomb, la loi Van Humbeek, la loi Jacobs ainsi que la loi Schollaert vont tour à tour poser des alternatives notamment en mettant en place la création d’écoles primaires dans chaque commune, en instaurant l’enseignement obligatoire de la religion, ou à l’inverse en tentant d’introduire des établissements libres. Malheureusement, aucune de ces lois n’aboutira à un accord entre les catholiques et les laïcs.

#### À partir de 1914
En juin 1913, le ministre Prosper Poullet revendique un projet scolaire comprenant la gratuité de l’instruction, l’obligation d’être dispensé de cet enseignement jusqu’à l’âge de 12 ans ainsi que l’accès à un quatrième degré qui le rendrait possible jusqu’à l’âge de 14 ans. Bien que contraire aux idéaux de la Gauche, ce projet de loi est voté par la Chambre le 18 février 1914, et au Sénat le 14 mai par l’ensemble des catholiques. En raison de la Première Guerre mondiale, l’application de la scolarité obligatoire jusqu’à 12 ans ou 14 par extension ne produit ses effets qu’à partir de 1919.
Par la suite, la situation scolaire des enfants s'est approfondie et adaptée. De fait, le Pacte scolaire du 29 mai 1959 et la loi sur l’enseignement spéciale en 1970 montre notamment l’intérêt que le gouvernement accorde à l’éducation et à l’encadrement des enfants.

#### L'obligation scolaire aujourd'hui
En raison des différentes lois parues depuis le début du vingtième siècle, il devient indispensable pour le gouvernement de renouveler la loi de 1914 ainsi que son contenu. C’est ainsi que le 29 juin 1983, une nouvelle loi régissant l’obligation scolaire voit le jour. Bien qu’elle ait subi quelques modifications depuis, elle est toujours d’application actuellement.

### Particularités
L’obligation de se rendre à l’école débute lors de l’année scolaire dans laquelle l’enfant atteint l’âge de 6 ans. Il se peut donc que l’enfant commence l’enseignement durant l’année de ses 5 ans si celui-ci est né entre le premier septembre et le 31 décembre. À l’inverse, s’il atteint l’âge de 6 ans entre le 1 janvier et le 31 août, il ne se présente qu’en septembre dans un établissement scolaire.

#### Durée
En ce qui concerne la date de fin de la période scolaire obligatoire, elle arrive lors de la douzième année d'enseignement. Si l'adolescent atteint l'âge de la maturité civile, qui est de 18 ans, en pleine année scolaire, il peut quitter l'établissement sans aucune restriction. Pour les jeunes âgés de 17 ans, l'obligation peut prendre fin dans le courant du mois de juin lorsque leur dernière année secondaire se finit avec fruit.

#### Deux régimes de scolarité
En disséquant cette période d'instruction obligatoire, deux catégories se distinguent. Celle à temps plein et celle à temps partiel.

##### Temps plein
La période d’études à temps plein concerne « l’enseignement primaire et, au moins, les deux premières années de l’enseignement secondaire ». En effet, l’enfant puis l'adolescent doivent se rendre de manière fréquente au sein d'un établissement scolaire pour y suivre des cours, jusqu'à l'âge de 15 ans ou de 16 ans s’il n'a pas fini ses deux premières années de supérieures. À la fin de cette limite imposée, le jeune homme ou la jeune fille peut choisir de rester dans cette scolarité à temps plein jusqu’à l’âge de 18 ans, ou alors suivre une scolarité à temps partiel.

##### Temps partiel
Ce concept de scolarité à temps partiel est nouveau étant donné que sa première application remonte aux années 1984-1985. La ratio legis de cette nouveauté exprime la volonté de ne pas obliger l’élève à suivre un enseignement de 5 jours sur 7 à l’école, en lui proposant de suivre un nombre minimal d’heures.
Dans le cas où l’élève décide de suivre une scolarité à temps partiel après la fin de ses années d’études obligatoires à temps plein, il pourra s’orienter vers différents types de formation notamment la formation CEFA qui est un enseignement technique de qualification ou vers un enseignement professionnel.

##### Alternative à ces deux régimes
Une alternative toute autre mais néanmoins reconnue peut être envisagée. En effet, certains enfants et jeunes personnes peuvent bénéficier d’un enseignement à domicile. Ce dernier est dispensé par un parent et/ ou un professeur particulier. Il peut s’agir aussi d’un endroit privé non reconnu par la Communauté française ou d’un programme de correspondance dans lequel l’étudiant est instruit. Cette sorte d’enseignement doit toutefois satisfaire plusieurs exigences. Effectivement, les mineurs suivant un enseignement à domicile doivent se soumettre au contrôle du niveau des études et présenter par la suite les épreuves certificatives organisées par la Communauté française. De plus, une déclaration d’enseignement à domicile doit être faite et en ordre pour être communiquée auprès du Service du contrôle de l’obligation scolaire du Ministère de la Fédération Wallonie-Bruxelles. Cette déclaration devant être rendue au plus tard le 1er octobre de l’année scolaire en cours.

## En France

### Historique
En France, après son initiation en 1793, avec Louis-Joseph Charlier, et des transformations successives sous la Révolution française puis après la Révolution de 1848, l'instruction obligatoire laïque et gratuite est instituée par la loi du 28 mars 1882 (dite « loi Jules Ferry »). L’instruction primaire devient alors obligatoire pour les enfants des deux sexes âgés de six ans révolus à treize ans révolus. Elle peut être donnée soit dans les établissements d’instruction primaire ou secondaire, soit dans les écoles publiques ou privées, soit dans les familles, par le père de famille lui-même ou par toute autre personne qu’il aura choisie.
L'article 1 de la loi du 28 mars 1882 précise :
L’enseignement primaire comprend :
- l’instruction morale et l'éducation civique ;
- la lecture et l’écriture ;
- la langue française et les éléments de la littérature française ;
- la géographie, particulièrement celle de la France ;
- l’histoire, particulièrement celle de la France jusqu’à nos jours ;
- quelques leçons usuelles de droit et d’économie politique ;
- les éléments des sciences naturelles, physiques et mathématiques, leurs applications à l’agriculture, à l’hygiène, aux arts industriels, travaux manuels et usage des outils des principaux métiers ;
- les éléments du dessin, du modelage et de la musique ;
- la gymnastique ;
- pour les garçons, les exercices militaires ;
- pour les filles, les travaux à l’aiguille.

L'instruction obligatoire était prévue de 6 à 13 ans, mais les élèves titulaires du certificat d'études primaires pouvaient quitter l'école dès 11 ans. En 1936, la loi du 9 août, initiée par Jean Zay, fait passer l'obligation jusqu'à 14 ans, tout en libéralisant le choix de l'instruction dans la famille qui n'est plus soumis qu'à une obligation de déclaration. 
L’ordonnance du 6 janvier 1959 portant prolongation de la scolarité obligatoire (réforme Berthoin lors de la présidence de Charles de Gaulle) repousse la fin de l'instruction obligatoire à seize ans. Elle prévoit de plus que les manquements à cette obligation constituent des contraventions. Ils peuvent entraîner la suspension ou la suppression du versement aux parents des prestations familiales. Des projets ont existé pour la retarder à 18 ans, notamment le Plan Langevin-Wallon (1944-1946).
La loi du 26 juillet 2019 pour une école de la confiance, portée par Jean-Michel Blanquer après la proposition d’Emmanuel Macron lors de la la campagne présidentielle de 2017[réf. nécessaire] rend l’instruction obligatoire à partir de trois ans à la rentrée 2019. Cette loi crée aussi une obligation de formation jusqu’aux dix-huit ans à la rentrée 2020.
La loi du 24 août 2021 confortant le respect des principes de la République soumet l’instruction dans la famille à une autorisation.

### Lois en vigueur
L'instruction obligatoire est fixée dans le 1er livre du Code de l'éducation :
« L'instruction est obligatoire pour chaque enfant dès l'âge de trois ans et jusqu'à l'âge de seize ans.

La présente disposition ne fait pas obstacle à l'application des prescriptions particulières imposant une scolarité plus longue. »
— Article L131-1 du Code de l'éducation en vigueur depuis la rentrée 2019
.
« L'instruction obligatoire est donnée dans les établissements ou écoles publics ou privés. Elle peut également, par dérogation, être dispensée dans la famille par les parents, par l'un d'entre eux ou par toute personne de leur choix, sur autorisation […] »
— Article L131-2 du Code de l'éducation en vigueur depuis le 1 septembre 2022
.
« La formation est obligatoire pour tout jeune jusqu'à l'âge de sa majorité.

A l'issue de l'instruction obligatoire définie à l'article L. 131-1, cette obligation est remplie lorsque le jeune poursuit sa scolarité dans un établissement d'enseignement public ou privé, lorsqu'il est apprenti ou stagiaire de la formation professionnelle, lorsqu'il occupe un emploi ou effectue un service civique ou lorsqu'il bénéficie d'un dispositif d'accompagnement ou d'insertion sociale et professionnelle. »
— Article L114-1 du Code de l'éducation en vigueur depuis la rentrée 2020
.
Les maires peuvent instaurer un fichier informatique concernant les élèves de leurs communes, afin de contrôler leur assiduité scolaire, ce depuis la loi du 5 mars 2007 relative à la prévention de la délinquance (art. 12 de la loi, qui modifie l'art. L131-6 du Code de l'éducation). Les avertissements prononcés par les inspecteurs d'académie à l'égard des personnes responsables de l'enfant, qui peuvent éventuellement donner lieu à la mise en place d'un contrat de responsabilité parentale, sont inscrits dans ce fichier (art. L131-8).
Néanmoins, il est courant de constater de l’absentéisme volontaire, particulièrement à l'école maternelle, notamment pour des motifs relatifs à l'organisation de vacances familiales ; cela s'explique par des prix moins élevés pour le tourisme hors vacances scolaires ou le fait d'échapper aux embouteillages certains week-end de début et fin de périodes de vacances. Ces absences sont alors "injustifiées" au regard de l'Éducation Nationale et sont théoriquement sanctionnées de peines d'amendes et de prison.
L'absentéisme scolaire (en) toucherait en France en 2009 2 à 3 % des élèves au collège, 5 à 6 % au lycée, soit bien moins qu'au Royaume-Uni.